# Неелов, Яков Александрович
Яков Александрович Неелов (1839—1888) — тайный советник, помощник главного военного прокурора и начальника Главного военно-судного управления Военного министерства Российской империи, профессор Военно-юридической академии.

## Биография
Родился 10 (22) октября 1839 года. По окончании в 1861 году курса юридического факультета Императорского Санкт-Петербургского университета Неелов был причислен к Отдельному корпусу жандармов, где вскоре занял должность аудитора 1-го жандармского округа. 
С первых дней службы Неелов посвятил себя военно-уголовному праву, знакомясь с воинскими уставами, сличая военные законы Российской империи с иностранными и делая собственные выводы. 
В 1868 году Неелов получил место штатного преподавателя в бывшем военно-юридическом училище и во вновь открытой Военно-юридической академии. Должность преподавателя Я. А. Неелов занимал до самой смерти, переименованный в 1878 году, вследствие закрытия военно-юридического училища и преобразования академии, в звание профессора по кафедре военно-уголовных законов. На долю Неелова, как преподавателя и профессора, выпала почетная роль воспитателя нового поколения ученых юристов для организованных на основании уставов 1867 и 1868 гг. военных судов. Систематических курсов по военно-уголовному законодательству в России в то время не было, и Неелову пришлось составлять такие курсы самостоятельно. 
Перу Якова Александровича Неелова принадлежат записки: «Военно-уголовное право, читанное в старшем классе военно-юридического училища» и «Курс военно-уголовного права», долгое время бывший главным руководством для слушателей Военно-юридической академии. Курс свой он постоянно обрабатывал до самой смерти, не переставая следить за развитием науки уголовного права, и издал его в 1884 году. 
В 1875 году Я. Неелов принимал деятельное участие в пересмотре воинского устава о наказаниях; в 1877 году, как член академической конференции, трудился над разработкой нового положения об академии и установлением новой системы преподавания. 
Многосторонние познания Неелова в военных законах, русских и иностранных, а также его выдающаяся педагогическая деятельность побудили главного военного прокурора светлейшего князя Имеретинского предложить в 1881 году Я. А. Неелову должность начальника отделения в Главном военно-судном управлении, а несколько месяцев спустя он был назначен помощником главного военного прокурора. 
30 августа 1882 года Неелов был произведён в действительные статские советники, а 30 августа 1884 года получил чин тайного советника. В 1883 году он был назначен членом особой комиссии, учрежденной по Высочайшему повелению для пересмотра устава военного судопроизводства и судоустройства в мирное время.
Был награждён орденами Святого Станислава 2-й степени с императорской короной (1870), Святой Анны 2-й степени (1872), Святого Владимира 4-й степени (1878), Святого Станислава 1-й степени (1887), в 1884 году удостоен Высочайшего благоволения.
Скончался 17 (29) мая 1888 года в Харькове, на пути из Батума в Петербург. Был похоронен в Петербурге на Смоленском православном кладбище.